# Gonomyia (Gonomyia) recta
Gonomyia (Gonomyia) recta is een tweevleugelige uit de familie steltmuggen (Limoniidae). De soort komt voor in het Palearctisch gebied.